# Poseck (Adelsgeschlecht)

Stammwappen derer von Poseck und von Obernitz

Poseck ist der Name eines Uradelsgeschlechts des Orlagaues und des thüringischen Vogtlands.

## Herkunft
Das Geschlecht erscheint erstmals urkundlich am 20. Juli 1328 mit Henrich Pazecke von Obirnyst,
mit dem auch die Stammreihe beginnt. Es ist stammes- und bis ca. 1605 wappengleich mit denen von Obernitz. Der namensgebende Stammsitz ist vermutlich Posseck bei Oelsnitz im Vogtland, das 1325 erstmals urkundlich erwähnt wurde. Die Namensform wechselte zwischen Pazzecke, Passeck, Posseck, Boseck und Poseck.
Im Landesarchiv Thüringen Staatsarchiv Rudolstadt befindet sich laut Findbuch der Lehnbrief der Familie von Poseck.

## Wappen
- Das Stammwappen (bis 1605 identisch mit dem derer von Obernitz) zeigt in Silber einen roten Pfahl. Auf dem Helm ein roter Hut mit Hermelinaufschlag, der mit zwei kurzen Köchern besteckt ist, aus denen je eine weiße Fasanenfeder hervorgeht. Die Helmdecken sind rot-silbern.
- Das Wappen nach 1605 ist von Silber, Blau- und Rot schrägrechts geteilt. Auf dem Helm mit blau-silbern-roten Decken ist laut dem Gothaischen genealogischen Taschenbuch[6] ein gestülpter roter Hut mit drei (blau-silbern-roten) Straußenfedern dargestellt. Die Darstellung des Wappens variiert. Auf einer Darstellung des Wappens jedoch sind die drei (blau-silbern-roten) Straußenfedern auf dem Hut zu sehen, der rote Hut mit weißem (Hermelin) hat aber, seitlich rot-silberne Federbüsche. Die im Gothaischen genealogischen Taschenbuch genannten blau-silbern-roten Decken sind hier nicht zu sehen. Die Überschrift V: Poseckh: lässt aber keinen Zweifel, das hier das Wappen der Posecks gemeint ist.[7]
- In den neuen Siebmacher Wappenbüchern ist das dreifarbige Wappen mehrfach in Varianten mit entweder pfahlweiser oder schräger Teilung abgebildet. Die Autoren sind der Auffassung, dass die zuletzt gültige schräge Teilung durch einen Irrtum aus den früheren Darstellungen des Wappens mit geneigtem Schild entstanden sein muss.

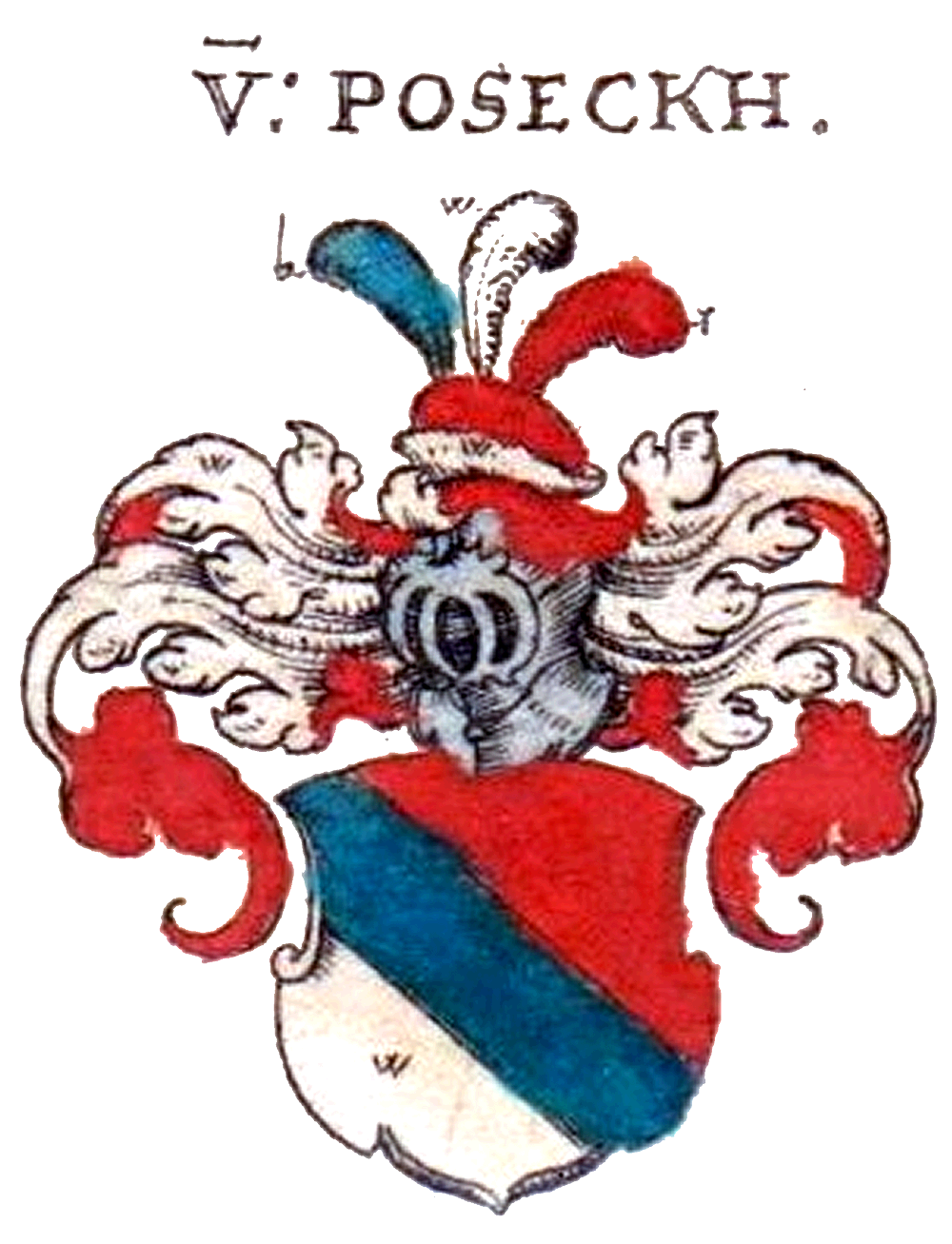
Wappen bei Siebmacher 1605, handkoloriert
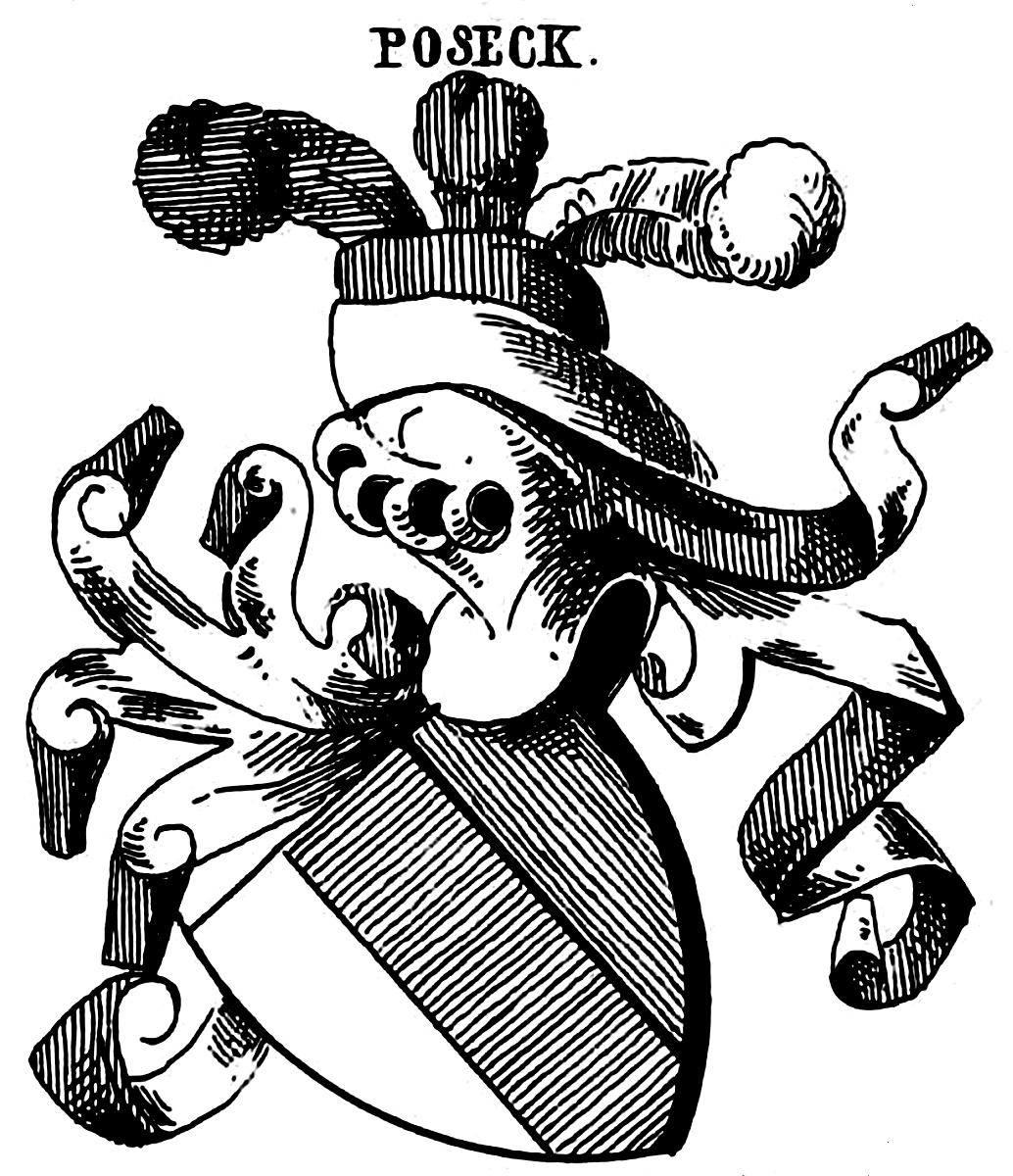
Ältere Wappenvariante
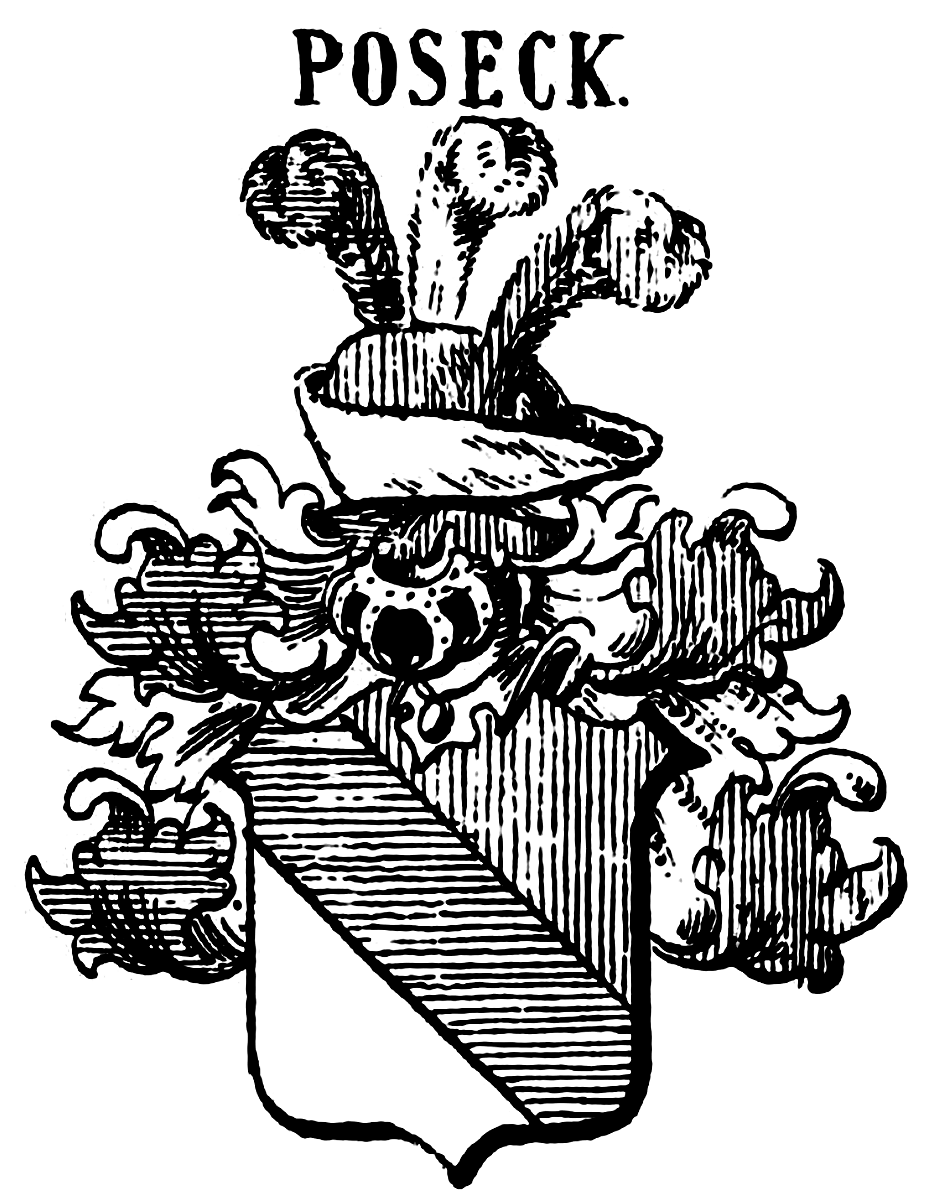
Jüngere Wappenvariante

## Bekannte Mitglieder der Familie
- Bernhard Anton Franz von Poseck (1781–1852), Rittmeister in der preußischen Armee
- Friedrich Carl Christian von Poseck (1785–1850), Sachsen-Weimarischer Kammerherr und Oberforstmeister.
- Julius Anton von Poseck (1816–1896), evangelischer Theologe
- Karl Heinrich von Poseck (1718–1784), preußischer Major
- Maximilian von Poseck (1865–1946), deutscher General der Kavallerie